# كرامة زوجتي (فلم)
كرامة زوجتي هو فيلم مصري تم إنتاجه عام 1967، عن قصة إحسان عبد القدوس ومن إخراج فطين عبد الوهاب، بطولة صلاح ذو الفقار وشادية .

## قصة الفيلم
يمضى محمود مختار كل وقته في العلاقات العاطفية دون أن يفكر في الزواج ويحاول التقرب من نادية زميلته في النادى لمدة خمس سنوات ولكنها تصده مما يضطره إلى طلب الزواج منها وتشترط عليه قبل الموافقة بأنه إذا خانها فستخونه بالمثل. يوافق محمود ويتزوجها، وتنجح في تحويله إلى إنسان آخر ناجح في حياته العملية، وبعد شهور من الزواج تشك الزوجة في تصرفات زوجها ثم تكتشف خيانته مع إحدى عميلاته، وتبدأ في التصرف معه بطريقة توحى بأنها تخونه مما يجعله يعيش في عذاب وألم وعندما يزيد الشك يطلقها ويترك القاهرة لينسى آلامه وعندما يعود إلى مكتبه يفاجأ بوكيل المكتب، وهو يقدم له ملفًا فيرى المستندات التي تؤكد أن زوجته لم تخنه ويعرف أن كل ما حدث كان مجرد تمثيل، يقرر العودة إلى زوجته بعد أن تكون قد لقنته درسًا لا ينساه

## طاقم التمثيل

### بطولة
- صلاح ذو الفقار بدور محمود مختار
- شادية بدور نادية
- شريفة ماهر بدور سلوى
- رجاء الجداوي بدور سهير
- جورج سيدهم بدور صميدة عبد الصمد - الجرسون
- عادل إمام بدور أمين
- محمود رشاد بدور خال نادية
- ثريا حلمي بدور صديقة صميدة
- زينات علوي بدور فتكات
- كاميليا بدور ميرفت

### بالاشتراك مع
- فتحية طاهر
- جاذبية فؤاد
- سيد عبد الله
- طوسون معتمد

## فريق العمل
- الإخراج: فطين عبد الوهاب
- التأليف:
  - إحسان عبد القدوس (قصة)
  - محمد مصطفى سامي (سيناريو وحوار)
  - محمد أبو يوسف (حوار)
- إنتاج: رمسيس نجيب

## روابط خارجية
- مقالات تستعمل روابط فنية بلا صلة مع ويكي بيانات